# وينديل نوغويرا دي أرواخو
وينديل نوغويرا دي أرواخو هو لاعب كرة قدم برازيلي في مركز الوسط، ولد في 4 أبريل 1989 في ساو باولو في البرازيل. لعب مع نادي ريو كلارو فوتيبول.

## وصلات خارجية
- وينديل نوغويرا دي أرواخو على موقع قاعدة بيانات كرة القدم.إي يو (الإنجليزية)
- وينديل نوغويرا دي أرواخو على موقع Soccerway.com (الإنجليزية)